# 필굿뮤직의 음반
이 문서는 필굿뮤직에서 발매한 음반 목록이다.

## 2000년대
- 2006년 11월 3일 드렁큰타이거 - [Digital Single] 희망승일:행복의 조건
- 2007년 2월 16일 드렁큰타이거 - [Digital Single] Spray Love[1]
- 2007년 2월 16일 드렁큰타이거 - [Digital Single] 데드 맨 워킹[2]
- 2007년 9월 5일 드렁큰타이거 - Sky Is The Limit[3]
- 2008년 2월 28일 비지 - [Digital Single] 태안프로젝트그룹[4]
- 2008년 5월 28일 드렁큰타이거, 윤미래 - [Digital Single] 랩소디 Part.2
- 2008년 6월 27일 비지 - Bizzionary
- 2009년 1월 19일 윤미래 - [Digital Single] 떠나지마...
- 2009년 6월 29일 드렁큰타이거 - Feel gHood Muzik:The 8th Wonder

## 2010년대
- 2011년 7월 24일 드렁큰타이거 - 두두루 와바루 (도전!수퍼모델 Korea 2 삽입곡)
- 2011년 10월 27일 윤미래 - [Digital Single] Get It In (The Creators Project)
- 2013년 1월 21일 MFBTY - [Digital Single] Sweet Dream
- 2013년 8월 28일 윤미래 - 주군의 태양 OST Part.4[5]
- 2013년 9월 13일 MFBTY - 살자 (The Cure)
- 2014년 2월 17일 드렁큰타이거 - 베스트 앨범 (Drunken Tiger Best)
- 2014년 8월 27일 윤미래 - 괜찮아 사랑이야  OST Part.6
- 2014년 11월 20일 타이거 JK - 피노키오 OST Part.1
- 2014년 12월 8일 MFBTY - [Digital Single] Angel
- 2015년 3월 19일 MFBTY - Wonderland
- 2015년 4월 27일 타이거 JK - 후아유 - 학교 2015 OST Part.1
- 2015년 5월 11일 윤미래 - 후아유 - 학교 2015 OST Part.3
- 2015년 6월 16일 타이거 JK - [Digital Single] 반가워요
- 2015년 7월 2일 타이거 JK - [Digital Single] 이런건가요
- 2015년 7월 31일 윤미래 - [Digital Single] #Capture The City[6]
- 2015년 8월 13일 타이거 JK - [Digital Single] 이글거려
- 2015년 9월 23일 타이거 JK,윤미래 - [Digital Single] 너와 나[7]
- 2016년 4월 20일 비지 - [Digital Single] 검은머리 파뿌리
- 2016년 11월 3일 MFBTY - 마음의 소리 OST Part.1
- 2016년 12월 14일 주노플로 - [Digital Single] Deja Vu
- 2017년 6월 20일 타이거 JK - [Digital Single] Here To Stay[8]
- 2017년 6월 27일 FeelGhoodMusic - FeelGhood
- 2017년 8월 5일 타이거 JK,비지,주노플로 - 쇼미더머니 6 Episode 1[9]
- 2017년 8월 19일 주노플로 - 쇼미더머니 6 Episode 3[10]
- 2017년 8월 26일 주노플로 - 쇼미더머니 6 Episode 4[11]
- 2017년 9월 11일 비지 - [Digital Single] 워럽형
- 2017년 9월 15일 주노플로 - [Digital Single] STATIC
- 2017년 10월 19일 블랙나인 - [Digital Single] 거울
- 2017년 12월 1일 블랙나인 - [Digital Single] 어쌔신 더 비기닝
- 2017년 12월 18일 타이거 JK,윤미래 - [Digital Single] Ghood Family
- 2018년 1월 17일 비지 - [Digital Single] 우아
- 2018년 2월 2일 윤미래 - [Digital Single] D-118
- 2018년 3월 13일 주노플로 - Only Human
- 2018년 4월 13일 드렁큰타이거 - [Digital Single] Drunken Tiger
- 2018년 4월 20일 윤미래 - [Digital Single] D-41
- 2018년 6월 5일 마샬 - Breathe
- 2018년 6월 14일 주노플로 - [Digital Single] 식구 (LA FAMILIA)
- 2018년 6월 19일 블랙나인 - [Digital Single] Break It Down
- 2018년 6월 27일 드렁큰타이거 - [Digital Single] Drunken Tiger
- 2018년 7월 5일 윤미래 - Gemini 2
- 2018년 9월 1일 블랙나인 - 보이스 2 OST Part.2
- 2018년 10월 11일 윤미래 - 오늘의 탐정 OST Part.5
- 2018년 10월 12일 블랙나인 - [Digital Single] PRIMUS
- 2018년 11월 9일 Ann One - Supernova
- 2018년 11월 14일 드렁큰타이거 - Drunken Tiger X : Rebirth Of Tiger JK
- 2018년 11월 24일 BiBi - [Digital Single] 더 팬 1ROUND Part.1
- 2018년 12월 3일 블랙나인 - 나쁜 형사 OST Part.1[12]
- 2018년 12월 4일 주노플로 - [Digital Single] Autopilot
- 2019년 1월 4일 주노플로 - [Digital Single] It's Gonna Be Alright
- 2019년 1월 5일 BiBi - [Digital Single] 더 팬 3ROUND Part.2[13]
- 2019년 1월 9일 주노플로 - Statues
- 2019년 1월 19일 BiBi - [Digital Single] 더 팬 4ROUND Part.2[14]
- 2019년 2월 3일 윤미래,BiBi - [Digital Single] 더 팬 TOP 3[15]
- 2019년 2월 9일 BiBi - [Digital Single] 더 팬 TOP 2
- 2019년 2월 22일 주노플로 - [Digital Single] Statues Remix
- 2019년 3월 29일 윤미래 - [Digital Single] 잊어가지마
- 2019년 4월 25일 비지 - [Digital Single] Distance
- 2019년 5월 3일 타이거 JK,비지 - 아름다운 세상 OST Part.2
- 2019년 5월 15일 BiBi - [Digital Single] 비누
- 2019년 6월 4일 비지 - [Digital Single] 이름이 뭐라고 (BzB)
- 2019년 6월 7일 마샬 - Pancakes[16]
- 2019년 6월 12일 BiBi - 사랑하는 사람들을 위한 지침서
- 2019년 8월 1일 윤미래 - 영화 `김복동` OST
- 2019년 8월 7일 윤미래 - 신입사관 구해령 OST Part.2
- 2019년 8월 12일 비지 - [Digital Single] Time Machine
- 2019년 8월 23일 타이거 JK,윤미래,비지 - [Digital Single] Draw Your Love
- 2019년 11월 7일 MFBTY - Dream Catcher
- 2019년 11월 12일 MFBTY - [Digital Single] MBC [우리의 소리를 찾아서] 30주년 기념 음반[17]
- 2019년 11월 28일 BiBi - [Digital Single] 자국
- 2019년 12월 22일 윤미래 - 사랑의 불시착 OST Part.2

## 2020년대
- 2020년 2월 2일 BiBi - [Digital Single] Listen 035 신경쓰여
- 2020년 2월 22일 윤미래 - 이태원 클라쓰 OST Part.8
- 2020년 2월 28일 타이거 JK - [Digital Single] 모험가
- 2020년 2월 29일 비지 - [Digital Single] 수고했어
- 2020년 3월 29일 BiBi - 빅픽처 하우스 OST Part.2
- 2020년 4월 18일 BiBi - 빅픽처 하우스 OST Part.3[18]
- 2020년 4월 21일 타이거 JK,비지,BiBi - [Digital Single] 빌보드 프로젝트 Vol.1[19]
- 2020년 4월 29일 BiBi - [Digital Single] 사장님 도박은 재미로 하셔야 합니다
- 2020년 5월 26일 타이거 JK - [Digital Single] 심의에 걸리는 사랑노래
- 2020년 6월 27일 비지 - [Digital Single] 좋은 게 다 좋은 거
- 2020년 7월 10일 BiBi - [Digital Single] 안녕히
- 2020년 8월 6일 BiBi - [Digital Single] Dingo X 비비 (BiBi)
- 2020년 9월 19일 윤미래 - 비밀의 숲 2 OST Part.5
- 2020년 10월 13일 Ann One - [Digital Single] Cruise[20]
- 2020년 10월 14일 Ann One - [Digital Single] More Than Ever[21]
- 2020년 10월 14일 BiBi - [Digital Single] Automatic[22]
- 2020년 10월 27일 비지 - [Digital Single] 걷자
- 2020년 11월 5일 BiBi,Ann One - [Digital Single] Automatic Remix[23]
- 2020년 12월 8일 BiBi - [Digital Single] 난 (라이브온 X 비비)
- 2021년 3월 6일 BiBi - 괴물 OST Part.2
- 2021년 5월 6일 BiBi - 오!주인님 OST Part.5
- 2021년 7월 27일 BiBi - [Digital Single] WHY Y
- 2021년 7월 29일 타이거 JK - [Digital Single] 호심술
- 2021년 8월 27일 윤미래 - 슬기로운 의사생활 시즌 2 OST Part.10
- 2021년 8월 27일 BiBi - [Digital Single] Galipette (BIBI Remix)[24]
- 2021년 9월 10일 BiBi - [Digital Single] PADO
- 2021년 9월 18일 타이거JK,비지,윤미래 - [Digital Single] Love Peace Movement (호심술 Remix)[25]
- 2021년 12월 13일 BiBi - 그 해 우리는 OST Part.2
- 2022년 2월 20일 BiBi - 스물다섯 스물하나 OST Part.3
- 2022년 4월 29일 타이거JK - 괴이 OST Part.1
- 2022년 8월 9일 타이거JK - [Digital Single] POV
- 2022년 9월 27일 BiBi - [Digital Single] 가면무도회
- 2022년 10월 4일 타이거 JK - [Digital Single] 대무가[26]
- 2022년 10월 22일 타이거 JK - 천원짜리 변호사 OST Part.5
- 2022년 10월 24일 BiBi - [Digital Single] Sweet Sorrow Of Mother
- 2022년 11월 18일 BiBi - Lowlife Princess : Noir
- 2023년 4월 7일 BiBi - [Digital Single] 안녕하세오 샴푸애요
- 2023년 11월 13일 타이거 JK,윤미래 - [Digital Single] 진주
- 2024년 2월 10일 타이거 JK - [Digital Single] T.K.D[27]
- 2024년 2월 13일 BiBi - [Digital Single] 밤양갱
- 2024년 6월 2일 BiBi - 엄마, 단둘이 여행 갈래? OST - 비비(BIBI)
- 2024년 11월 14일 BiBi - [Digital Single] 데레
- 2025년 2월 20일 BiBi - [Digital Single] 행복에게
- 2025년 5월 14일 BiBi - EVE: ROMANCE